# Río Dajabón
El río Dajabón, en lengua taina "Dahabon" Nace en la zona de Loma de Cabrera en la montaña denominada Pico del Gallo, República Dominicana, y desemboca en la Bahía de Manzanillo, por lo tanto pertenece a la cuenca hidrográfica del Atlántico. Es frontera con Haití donde es llamado "Rivière de Le massacre".  Drena un área de 858 km² y recibe una precipitación anual de 750 a 2000 mm.
En su desembocadura existen varias lagunas que forman el componente hidrológico principal del Parque Nacional Montecristi.
Tiene 55 km de longitud.

## Toponimia
Su nombre es de origen aborigen. Un mapa de 1516 lo señala como río Dajabón. La provincia de Dajabón en República Dominicana, recibe el nombre del río, desde el 25 de noviembre de 1961. Anteriormente se denominaba Provincia Libertador desde su creación el 10 de enero de 1939. A su vez, la capital de esta provincia recibe también el nombre de Dajabón. (Una décima de Juan Antonio Alix, Sobre el nombre de Dajabón, es que lleva al ánimo popular la creencia de que Dajabón proviene de "dajao bon") 
Existe la creencia infundada de que el nombre Masacre alude a la masacre del Perejil ordenada en 1937 por Rafael Leónidas Trujillo, dictador que gobernaba la República Dominicana. Sin embargo, en el Tratado de Delimitación Fronteriza entre la República Dominicana y Haití firmado en 1929 aparece Massacre como nombre del río en francés, 8 años antes de que ocurriese la matanza. En realidad el río toma su nombre de los antiguos crímenes que los bucaneros y los españoles cometieron recíprocamente en sus orillas por la disputa del territorio, tiene en español el nombre de Dajabón y en taíno el nombre de Guatapaná.